# ريكاردو سيلفا (لاعب كرة قدم برازيلي)
ريكاردو سيلفا (بالبرتغالية: Ricardo César Dantas da Silva‏) هو لاعب كرة قدم برازيلي في مركز الدفاع، ولد في 13 أغسطس 1992 في São José do Seridó ‏ في البرازيل. لعب مع أتلتيكو باراناينسي ونادي سيارا ونادي موجي ميريم.

## وصلات خارجية
- ريكاردو سيلفا (لاعب كرة قدم برازيلي) على موقع دوري كوريا الجنوبية (الإنجليزية)
- ريكاردو سيلفا (لاعب كرة قدم برازيلي) على موقع قاعدة بيانات كرة القدم.إي يو (الإنجليزية)
- ريكاردو سيلفا (لاعب كرة قدم برازيلي) على موقع Soccerway.com (الإنجليزية)